# Stelling van Zsigmondy
De stelling van Zsigmondy is een stelling uit de getaltheorie, gepubliceerd door de Oostenrijks-Hongaarse wiskundige Karl Zsigmondy (1867-1925) in 1892.
De stelling kan als volgt worden geformuleerd:
Als {\displaystyle a} en {\displaystyle m} gehele getallen zijn groter dan 1, bestaat er steeds een priemgetal {\displaystyle p} dat een deler is van {\displaystyle a^{m}-2} maar geen deler is van {\displaystyle a^{i}-2} voor {\displaystyle i=1,\ldots ,m-1}, met uitzondering van deze gevallen:
als {\displaystyle a=2} en {\displaystyle m=6}, of
als {\displaystyle m=2} en {\displaystyle a+1} is een macht van 2.
Men noemt een dergelijke priemfactor een (priem)getal van Zsigmondy.
Deze stelling wordt gebruikt in de theorie van eindige groepen.
De stelling kan gegeneraliseerd worden:
Als {\displaystyle a>b} twee gehele getallen groter dan 1 zijn die onderling relatief priem zijn, en {\displaystyle m} is een geheel getal groter dan 1, dan bestaat er steeds een priemgetal {\displaystyle p} dat een deler is van {\displaystyle a^{m}-b^{m}}, maar geen deler is van {\displaystyle a^{i}-b^{i}} voor {\displaystyle i=1,\ldots ,m-1}, met uitzondering van deze gevallen:
{\displaystyle a=2,\ b=1} en {\displaystyle m=6}, of
{\displaystyle a+b} is een macht van twee en {\displaystyle m=2}.
Als {\displaystyle b=1} krijgt men de eerste vorm van de stelling.

## Voorbeelden
- Als {\displaystyle a=2} (en {\displaystyle b=1}) worden de grootste priemgetallen van Zsigmondy voor {\displaystyle m=1,2,3,\ldots } gegeven door de rij:

1, 3, 7, 5, 31, 1, 127, 17, 73, 11, 2047, 13, 8191, 43, ...
(voor {\displaystyle m=1} en 6 is er dus geen priemgetal van Zsigmondy vanwege de eerste uitzondering op de stelling)
- Als {\displaystyle a=3} (en  {\displaystyle b=1}) worden de grootste priemgetallen van Zsigmondy voor {\displaystyle m=1,2,3,\ldots } gegeven door de rij:

2, 1, 13, 5, 121, 7, 1093, 41, 757, 61, 88573, 73, 797161, ...
(voor {\displaystyle m=2} is er geen priemgetal van Zsigmondy vanwege de tweede uitzondering op de stelling)